# Grandris
Grandris és un municipi francès situat al departament del Roine i a la regió d'Alvèrnia-Roine-Alps. L'any 2007 tenia 1.222 habitants.

## Demografia

### Població
El 2007 la població de fet de Grandris era de 1.222 persones. Hi havia 480 famílies de les quals 152 eren unipersonals (52 homes vivint sols i 100 dones vivint soles), 160 parelles sense fills, 136 parelles amb fills i 32 famílies monoparentals amb fills.
La població ha evolucionat segons el següent gràfic:
Habitants censats

### Habitatges
El 2007 hi havia 623 habitatges, 480 eren l'habitatge principal de la família, 96 eren segones residències i 47 estaven desocupats. 508 eren cases i 114 eren apartaments. Dels 480 habitatges principals, 322 estaven ocupats pels seus propietaris, 149 estaven llogats i ocupats pels llogaters i 9 estaven cedits a títol gratuït; 1 tenia una cambra, 36 en tenien dues, 97 en tenien tres, 129 en tenien quatre i 217 en tenien cinc o més. 316 habitatges disposaven pel capbaix d'una plaça de pàrquing. A 234 habitatges hi havia un automòbil i a 181 n'hi havia dos o més.

### Piràmide de població
La piràmide de població per edats i sexe el 2009 era:
| Homes | Edats   | Dones |
| ----- | ------- | ----- |
| 4     | 95 o +  | 4     |
| 0     | 90 a 94 | 28    |
| 12    | 85 a 89 | 48    |
| 12    | 80 a 84 | 28    |
| 36    | 75 a 79 | 48    |
| 28    | 70 a 74 | 24    |
| 28    | 65 a 69 | 36    |
| 20    | 60 a 64 | 8     |
| 36    | 55 a 59 | 44    |
| 20    | 50 a 54 | 28    |
| 4     | 45 a 49 | 16    |
| 44    | 40 a 44 | 28    |
| 44    | 35 a 39 | 44    |
| 40    | 30 a 34 | 40    |
| 20    | 25 a 29 | 12    |
| 8     | 20 a 24 | 8     |
| 32    | 15 a 19 | 28    |
| 28    | 10 a 14 | 52    |
| 32    | 5 a 9   | 44    |
| 24    | 0 a 4   | 24    |

## Economia
El 2007 la població en edat de treballar era de 713 persones, 501 eren actives i 212 eren inactives. De les 501 persones actives 449 estaven ocupades (248 homes i 201 dones) i 52 estaven aturades (18 homes i 34 dones). De les 212 persones inactives 91 estaven jubilades, 56 estaven estudiant i 65 estaven classificades com a «altres inactius».

### Ingressos
El 2009 a Grandris hi havia 497 unitats fiscals que integraven 1.162,5 persones, la mediana anual d'ingressos fiscals per persona era de 16.016 €.

### Activitats econòmiques
Dels 49 establiments que hi havia el 2007, 1 era d'una empresa alimentària, 3 d'empreses de fabricació d'altres productes industrials, 17 d'empreses de construcció, 7 d'empreses de comerç i reparació d'automòbils, 2 d'empreses de transport, 5 d'empreses d'hostatgeria i restauració, 2 d'empreses d'informació i comunicació, 2 d'empreses financeres, 1 d'una empresa de serveis, 5 d'entitats de l'administració pública i 4 d'empreses classificades com a «altres activitats de serveis».
Dels 21 establiments de servei als particulars que hi havia el 2009, 1 era una oficina de correu, 1 una oficina bancària, 1 funerària, 2 paletes, 3 guixaires pintors, 3 fusteries, 4 lampisteries, 3 electricistes, 1 perruqueria i 2 restaurants.
Dels 4 establiments comercials que hi havia el 2009, 1 era una botiga de menys de 120 m², 1 una fleca, 1 una llibreria i 1 un drogueria.
L'any 2000 a Grandris hi havia 13 explotacions agrícoles que ocupaven un total de 532 hectàrees.

## Equipaments sanitaris i escolars
El 2009 hi havia 1 hospital de tractaments de curta durada, 1 un hospital de tractaments de llarga durada, 1 farmàcia i 1 ambulància.
El 2009 hi havia 2 escoles elementals.

## Poblacions més properes
El següent diagrama mostra les poblacions més properes.